# Турово (Рязанская область)
Турово — село Ряжского района Рязанской области, входит в состав Алешинского сельского поселения.

## География
Село расположено в 13 км на восток от центра поселения села Большая Алешня и в 22 км на юго-восток от райцентра Ряжска.

## История
Церковь Пречистой Богородицы четного и славного ее Покрова в селе Турове упоминается в окладных книгах 1676 года, где  при ней показано церковной пашни 20 четвертей в поле, сенных покосов на 50 копен. В приходе, состоявшем кроме села из двух деревень Гремячки и Бубнов, было 41 двор помещиков, 63 двора крестьянских, 7 дворов бобыльских и всего 115 дворов, с включением 4 дворов притча. Вместо упоминаемой в XVII столетии и обветшавшей деревянной Покровской  церкви, в 1734 году поставлена была новая в прежнее храмонаименование, которая, по сохранившемуся в народе преданию, в 1794 году перенесена была в село Дубровку; следы бывшего здесь кладбища сохранились доселе. На расстоянии саженей 150  от прежнего кладбища в 1794 году помещиком Александром Космичем Есиповым поставлена была новая из дубового леса Покровская церковь с приделом св. Симеона и Анны, окруженная каменною оградою, которая, возобновленная в 1882 году; но церковь в 1860 году июня 6 сгорела от молнии. Вместо сгоревшей, помещиком Александром Николаевичем Сазоновым построена была каменная Покровская церковь, освященная в 1868 году. 
В XIX — начале XX века село входило в состав Марчуковской волости Ряжского уезда Рязанской губернии. В 1906 году в селе было 19 дворов.
С 1929 года село являлось центром Туровского сельсовета Ряжского района Рязанского округа Московской области, с 1937 года — в составе Рязанской области, с 2005 года — в составе Алешинского сельского поселения.
До 2011 года в селе работала Туровская основная общеобразовательная школа.

## Население
| 1859 | 1906 | 2010 |
| ---- | ---- | ---- |
| 754  | ↘118 | ↗265 |

## Инфраструктура
В селе имеются клуб, фельдшерско-акушерский пункт, отделение почтовой связи, сельская библиотека.

## Достопримечательности
В селе расположена недействующая(в данный момент реставрируется) Церковь Покрова Пресвятой Богородицы (1868). А также имеется памятник павшим в ВОВ.